# Aziz Salihu
Aziz Salihu (1. maj 1954, Priština) višestruki državni prvak i reprezentativac SFRJ u boksu u teškoj i superteškoj kategoriji. Član BK Priština.
Boksom je počeo da se bavi kao 15-godišnjak 1970. u Skoplju i već posle šest meseci pod nadzorom prvog trenera Živka Dukovskog postao je omladinski prvak Jugoslavije. Isti uspeh ponovio je i 1971. i tada je karijeru nastavio u Kablovima iz Svetozareva (trener Ljubiša Mehović), a 1977. postaje član BK Priština (trener Ljah Nimani). Osam puta bio je prvak Jugoslavije, dva puta je osvojio bronzanu medalju na evropskim prvenstvima (1981. u Tampereu i 1985. u Budimpešti), prvak Mediterana 1987. i treći na Svetskom kupu u Beogradu 1987.

## Sportski uspesi

### Olimpijske igre
XXIII Letnje olimpijske igre 1984.
- Boks, superteška (91 kg) - bronzana medalja

Rezultati predtakmičenja (11 takmičara iz 11 zemalja): 
1. Četvrtfinale: Husig (GER) 2:0 (3:2);
2. Polufinale: Bigs (USA) 0:2 (5:0).

Plasman: 
- 1. Tajrel Bigs (SAD)
- 2. Frančesko Damijani (ITA)
- 3. Aziz Salihu(YUG)
- 3. Robert Vels (GBR)
- 5. Peter Husing (GER)
- 5. Lenoks Luis (CAN)

## Spoljašnje veze
- Baza podataka sa olimpijada
- Profile on Serbian Olympic Committee Profil na OKS